# Abimael Guzmán Reynoso
Manuel Rubén Abimael Guzmán Reynoso (Mollendo, Arequipa, 3 de desembre de 1934 - Base naval de Callao, 11 de setembre de 2021), més conegut pel nom de guerra de President Gonzalo, fou un militant comunista peruà, líder-fundador de la guerrilla maoista Sendero Luminoso fins a la seva detenció l'any 1992. Se l'acusa de ser responsable de la mort de milers de civils.

## Biografia
El 1962, amb vint-i-vuit anys, va arribar a la ciutat d'Ayacucho per a ensenyar filosofia. Poc després de la seva arribada va aprendre quítxua i va iniciar una intensa militància política.
Entre 1968 i 1980, el Perú, com la resta de països llatinoamericans, va conèixer el seu període de dictadura militar. A final dels anys setanta, Guzmán va deixar la universitat i va passar a la clandestinitat. Un cop extreta de la lectura de Mao Zedong la convicció que la guerra era una etapa indispensable també per a la realitat peruana, va promoure la creació de l'Exèrcit Guerriller Popular (EGP) com a estructura paral·lela a Sendero Luminoso.
Acusat de terrorista pel Govern peruà, Guzmán va ser capturat el 1992 en una operació duta a terme pel Grup Especial de la Intel·ligència peruana (GEIN) i declarat culpable per un tribunal militar i condemnat a cadena perpètua. Aquesta sentència va ser anul·lada el 2003 pel Tribunal Constitucional, que va considerar inconstitucionals diversos decrets presidencials. Amb aquesta sentència es van anul·lar també les condemnes a 2.500 persones.
El moviment Sendero Luminoso fou considerat com a «organització terrorista internacional» segons el Departament d'Estat dels Estats Units.
El 21 d'abril de 2010, Abimael Guzmán va iniciar una vaga de fam per a protestar contra el Govern peruà, que no li concedia la possibilitat de casar-se amb la seva companya, Elena Iparraguirre.
Passà la resta de la seva vida a presó on morí 29 anys després de la seva captura. Després de la seva mort, el destí del cos sense vida fou motiu de controvèrsia al Perú, i es promulgà una llei ad hoc perquè els condemnats per terrorisme fossin incinerats, contravenint la voluntat de la família i evità, així, que la seva tomba es convertís en lloc de culte.